# Wilgentakmineervlieg
De wilgentakmineervlieg (Hexomyza simplicoides) is een vliegensoort uit de familie van de mineervliegen (Agromyzidae). De wetenschappelijke naam van de soort is voor het eerst geldig gepubliceerd in 1920 door Hendel.